# Le Sympathisant (série télévisée)
Pour les articles homonymes, voir Le Sympathisant.
Production
Diffusion
Le Sympathisant (The Sympathizer) est une série télévisée américaine réalisée par Park Chan-wook, Fernando Meirelles et Marc Munden d'après un scénario de Park Chan-wook et Don McKellar, diffusée du 14 avril au  26 mai 2024 sur HBO.
Ce thriller d'espionnage, basé sur le roman éponyme de Viet Thanh Nguyen (multi-primé — notamment le prix Pulitzer — en 2016), est une coproduction de HBO, A24 et Rhombus Media, en association avec Cinetic Media et Moho Film,,,,,.

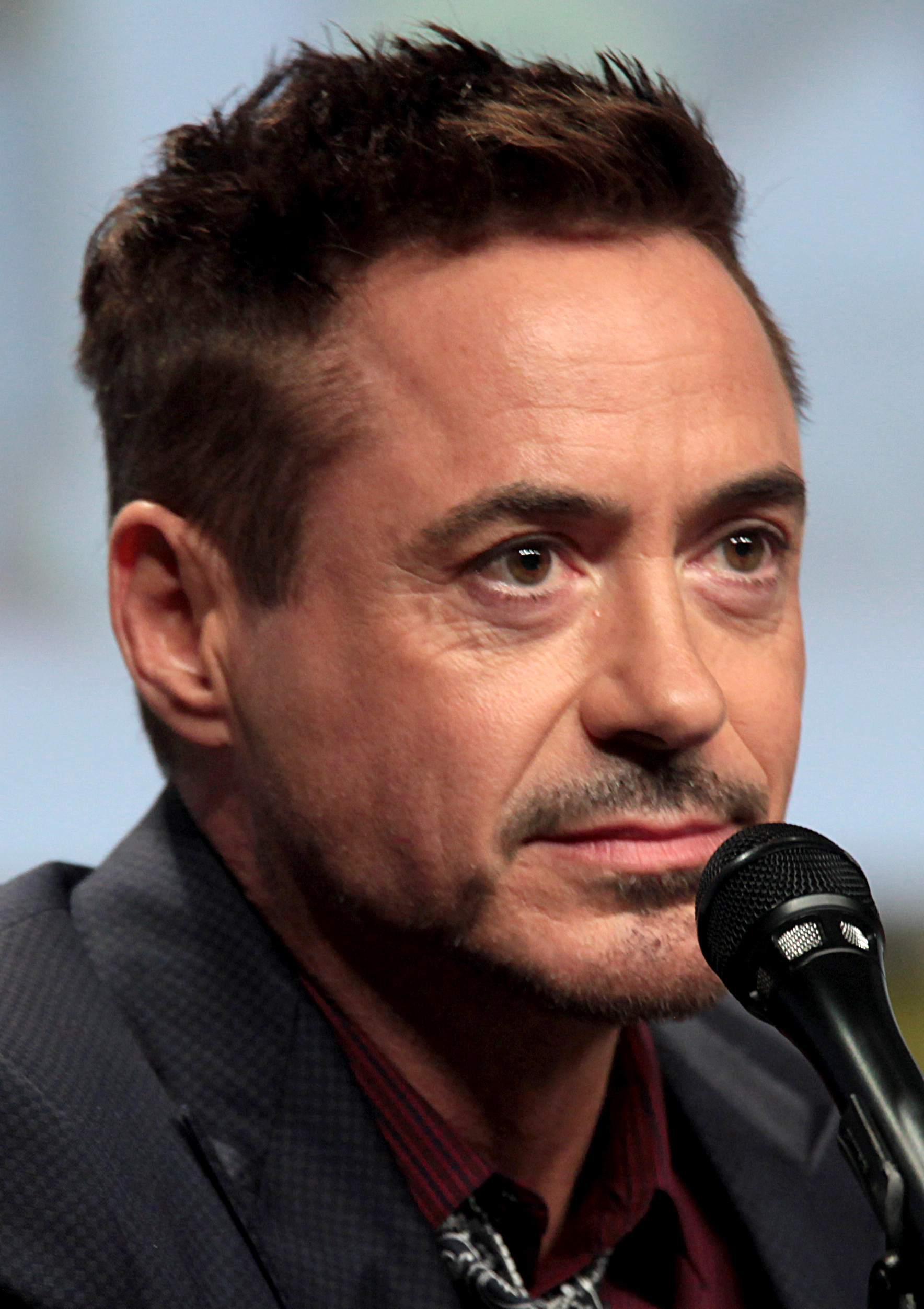
Robert Downey Jr.

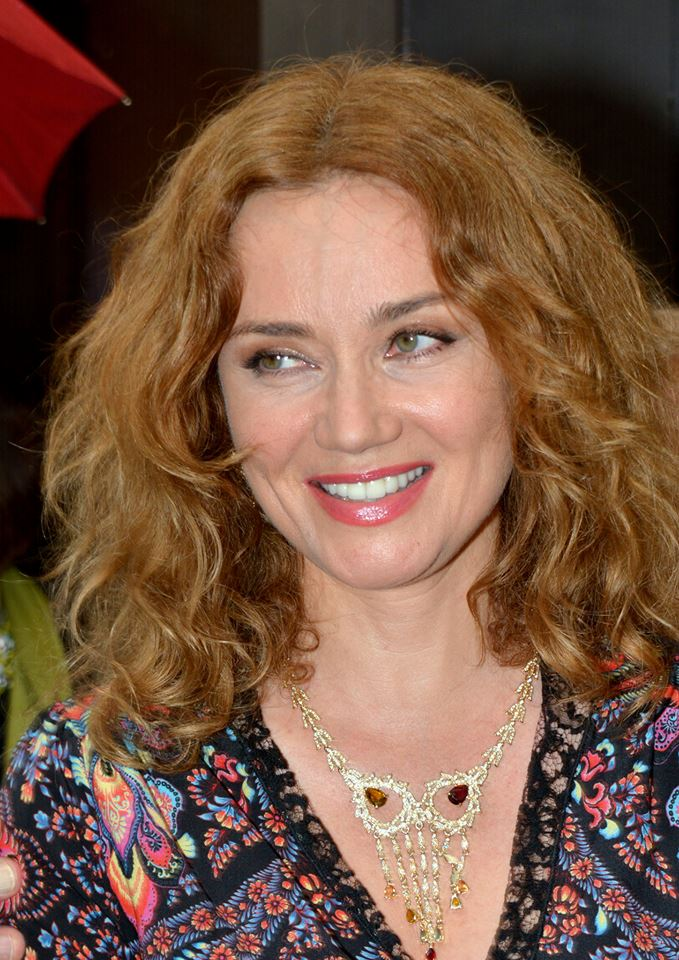
Marine Delterme.

## Synopsis
La série est inspirée de la vie d'un agent nord-vietnamien au sein de l'armée sud-vietnamienne. Cette situation étant de plus en plus dangereuse, il est contraint de fuir aux États-Unis, avec son général, vers la fin de la guerre du Vietnam. Tout en vivant au sein d'une communauté de réfugiés sud-vietnamiens, il continue d'espionner discrètement la communauté et de faire des rapports au Việt Cộng.

## Distribution

### Acteurs principaux
- Hoa Xuande (en) (VF : Julien Allouf) : le Capitaine
- Robert Downey Jr. (VF : Bernard Gabay) :
  - Claude, un agent de la CIA qui encadre le capitaine
  - le professeur Robert Hammer, professeur d'études supérieures orientaliste du capitaine
  - Ned Godwin, un membre du Congrès du sud de la Californie qui tente de séduire la population américano-vietnamienne locale
  - Niko Damianos, cinéaste d'auteur réalisant un film sur la guerre du Vietnam, inspiré par Francis Ford Coppola et John Landis
  - le prêtre qui est le père du capitaine
- Toan Le (VF : Hervé Pierre) : le Général
- Fred Nguyen Khan : Bon[7]
- Duy Nguyễn (VF : Clément Corinthe) : Man[7]
- Vy Le (VF : Uriell Semell) : Lana
- Ky Duyen : Madame, épouse du Général.
- Phanxinê : le Major
- Kieu Chinh (en) : la mère du Major
- Alan Trong (VF : Erwan Zamor) : Sonny Tran
- Sandra Oh (VF : Yumi Fujimori) : Ms Sofia Mori

### Acteurs récurrents
- VyVy Nguyen : l'épouse du Major
- Kayli Tran : l'espion communiste
- Scott Ly : Gunner Dao
- David Duchovny (VF : Laurent Maurel) : Ryan Glenn
- John Cho (VF : Jérémy Prévost) : James Yoon
- Max Whittington-Cooper : Jamie Johnson
- Marine Delterme (VF : Florine Delobel) : Monique Thibault

Version française dirigée par Philippe Blanc au studio Iyuno, d'après une adaptation des dialogues de Claire Impens et François Dubuc.
 Source et légende : version française (VF) sur RS Doublage et cartons du doublage français.

## Production

### Genèse et développement
La série, basée sur le roman éponyme de Viet Thanh Nguyen primé au prix Pulitzer en 2016, est créée et écrite par Park Chan-wook et Don McKellar et réalisée par Park Chan-wook, Fernando Meirelles et Marc Munden,,,,,.

### Attribution des rôles
Le 16 juillet 2021, on apprend que Robert Downey Jr. produira la série Le Sympathisant, dont il tiendra par ailleurs plusieurs rôles censés représenter les différents visages de l'establishment américain : un réalisateur hollywoodien, un membre du Congrès et un agent de la CIA,.
Dans une interview avec Collider en 2022, Park Chan-wook explique la façon dont, selon lui, Downey s'est attaché au projet : « Tous les grands acteurs sont très pointilleux et je pense que la raison pour laquelle il a choisi ce projet est qu'il a lu le roman, qu'il a aimé les idées qui le sous-tendent et la façon dont il compare les valeurs occidentales et les valeurs orientales. De plus, il s'intéresse beaucoup à l'histoire des réfugiés et ce roman traite des réfugiés vietnamiens qui sont arrivés aux États-Unis après la guerre. Je pense donc que c'est l'une des raisons pour lesquelles il a accepté ce projet ».
En janvier 2023, on apprend que la distribution compte également Hoa Xuande, Toan Le, Sandra Oh et Kayli Tran.
Le 19 mai 2023, le magazine américain Variety annonce que l'actrice française Marine Delterme, qui vit à Los Angeles avec son mari Florian Zeller, le réalisateur oscarisé du film The Father, a signé avec WME et rejoint le casting de la série aux côtés de Robert Downey Jr.. L'actrice poste un commentaire sur son compte Instagram : « Tellement excitée et honorée de rejoindre le grand Robert Downey Jr., Park Chan-wook et Fernando Meirelles dans ce projet magnifique ».

### Fiche technique
Sauf indication contraire, les informations mentionnées dans cette section peuvent être confirmées par les bases de données cinématographiques IMDb et Allociné,  présentes dans la section « Liens externes ».
- Titre original : The Sympathizer
- Titre français : Le Sympathisant
- Genre : espionnage, thriller[3],[4],[5],[6],[12],[14],[9]
- Production : Park Chan-wook, Don McKellar, Robert Downey Jr., Susan Downey, Amanda Burrell, Niv Fichman, Kim Ly, Ron Schmidt, Nguyen, Jisun Back[9]
- Sociétés de production : HBO, A24 et Rhombus Media[3],[9],[10]
- Réalisation : Park Chan-wook (3 premiers épisodes), Fernando Meirelles (épisode 4), Marc Munden (épisodes 5 à 7)[10]
- Scénario : Park Chan-wook, Don McKellar, Mark Richard, Naomi Lizuka, Maegan Houang, Anchuli Felicia King and Tea Ho[9],[10]
- Pays de production :  États-Unis
- Langue originale : anglais
- Format : couleur
- Nombre de saisons : 1
- Nombre d'épisodes[9] : 7
- Durée : n.c.
- Dates de première diffusion : 14 avril 2024 sur HBO[9],[10]

## Épisodes
1. Death Wish
2. Good Little Asian
3. Love It or Leave It
4. Give Us Some Good Lines
5. All for One
6. The Oriental Mode of Destruction
7. Endings Are Hard, Aren't They?

## Accueil critique
Sur le site agrégateur de critiques Rotten Tomatoes, la mini-série obtient un score de 88 % d'avis positifs sur la base de 42 critiques collectées. Le consensus du site indique « Le Sympathisant est l'adaptation satisfaisante d'un texte ambitieux, transmettant ses thèmes principaux même quand la structure est parfois imparfaite. ». Sur le site Metacritic le film obtient une note moyenne pondérée de 78 %, sur la base de 29 critiques collectées, indiquant des avis « généralement favorables ».
En France, pour le quotidien Les Échos, « Grâce au talent de Park Chan-wook, l'adaptation du prix Pulitzer de 2016, « Le Sympathisant », s'avère une série aussi brillante que féroce. Avec un casting cinq étoiles et une réalisation nerveuse, elle offre une perspective unique, volontiers complexe, sur l'Amérique, son rapport à l'immigration et à la guerre du Vietnam »